# Suzanne Myre
 (mai 2025).
- Si vous ne connaissez pas le sujet, laissez ce bandeau (vous pouvez alors contacter les auteurs).
- Si vous supprimez le contenu mis en cause (vous pouvez préalablement contacter les auteurs),

argumentez précisément cette suppression dans la page de discussion
(un manque de référence n'est pas un argument ; une recherche réelle de référence doit avoir été effectuée, être formellement documentée).
Suzanne Myre, née le 2 juin 1961 à Montréal-Nord, au Québec, est une écrivaine québécoise.

## Biographie

### Enfance et formation
Cadette de 4 enfants, Suzanne Myre est née au 10803, rue Balzac à Montréal-Nord. 
Son père meurt alors qu'elle est âgée de 6 ans.

### Carrière
À 36 ans, Suzanne Myre entreprend une certification en création littéraire à l'Université du Québec à Montréal. Elle l'achève à 41 ans, avec la parution de son premier recueil de nouvelles : J'ai de mauvaises nouvelles pour vous. 
Elle est principalement nouvelliste. Ses nouvelles sont étudiées dans les écoles secondaires du Québec. Certaines figurent dans les manuels scolaires.
Elle travaille quelques années comme technicienne en documentation à la bibliothèque médicale de l'Hôpital Notre-Dame, puis devient brancardière pour le même hôpital. 
Elle dirige des ateliers d’écriture au centre Claude-Malépart.

## Publications
Son premier roman s'intitule Dans sa bulle, aux éditions Marchand de Feuilles.
En 2014, elle publie B.E.C. (Blonde d'Entrepreneur en Construction), son septième livre et deuxième roman.
Son recueil Nouvelles d'autres mères remporte le Prix littéraire Adrienne-Choquette 2004.
Une traduction de Mises à mort, recueil datant de 2007, est publiée au sein d'un mémoire de maîtrise en traduction en 2014 sous le titre Death Sentences (Cassidy Hildebrand, Presses de l'Université d'Ottawa). Un autre mémoire de maîtrise est déposé par Émilie Brouillard à l'Université de Sherbrooke en 2008 : Trajectoires identitaires : l'ironie dans J'ai de mauvaises nouvelles pour vous, Nouvelles d'autres mères et Humains aigres-doux de Suzanne Myre, suivi de L'auberge (nouvelles), 120 p.[réf. nécessaire]

## Romans et nouvelles
- J'ai de mauvaises nouvelles pour vous (2002, nouvelles).
- Suzanne Myre, Nouvelles d'autres mères: nouvelles, Marchand de feuilles, 2003 (ISBN 978-2-922944-09-9).
- Humains aigre-doux (2004, nouvelles).
- Le Peignoir (2005, nouvelles).
- Suzanne Myre, Mises à mort, Marchand de feuilles, 2007 (ISBN 978-2-922944-35-8).
- Suzanne Myre, Dans sa bulle: roman, Éditions Marchand de feuilles, 2010 (ISBN 978-2-922944-68-6, OCLC 641696970, lire en ligne).
- B.E.C. blonde d'entrepreneur en construction (2014, roman).
- Suzanne Myre, L'allumeuse, Éditions Marchand de feuilles, 2018 (ISBN 978-2-923896-81-6, OCLC on1027054898, lire en ligne).
- Larguer les amours. Collectif.
- Postes restantes. Collectif.
- Projet P (p pour pénis). Collectif féminin.
- Le sanatorium des écrivains, L'instant même (2022, roman).
- Ils sont parmi nous, L'instant même (2025, nouvelles).

## Récompenses
Suzanne Myre est lauréate :
- du Grand Prix littéraire Radio-Canada (nouvelle : E.T. Phone home) ;
- du prix Adrienne-Choquette (recueil : Nouvelles d'autres mères)[2] ;
- du Prix de la bande à Mœbius (nouvelle : Comment je suis devenue une outsider).

Finaliste :
- du prix des libraires ;
- du prix France-Québec.

En 2011, elle participe à la table ronde « Quand son travail influence ses écrits » dans le cadre du festival littéraire international Metropolis bleu.
Elle est bénévole à La Maison des Enfants, rue Pie-IX[Où ?], en répondant à des lettres d'enfants d'école primaire.